# Star Wars: Ahsoka
Star Wars: Ahsoka, noto anche come Ahsoka, è un romanzo di fantascienza del 2016 scritto da E. K. Johnston e ambientato nell'universo di Guerre stellari. Situato tra gli eventi delle serie televisive animate Star Wars: The Clone Wars e Star Wars Rebels, è incentrato sul personaggio di Ahsoka Tano.
Il romanzo esplora ciò che accade ad Ahsoka da quando lascia l'Ordine Jedi alla fine della quinta stagione di The Clone Wars, fino alla sua ricomparsa in Star Wars Rebels. Il libro è stato decanonizzato dalla settima stagione di The Clone Wars e dalla prima stagione di Tales of the Jedi.

## Storia editoriale
(Il supervisore delle serie animate Dave Filoni)
Con l'acquisizione della Lucasfilm da parte di The Walt Disney Company nel 2012, la maggior parte dei romanzi e fumetti di Guerre stellari prodotti su licenza sono stati inseriti nel brand Star Wars Legends e dichiarati non canonici al franchise nel mese di aprile del 2014. Ahsoka è stato annunciato nel marzo 2016 ed è stato pubblicato negli Stati Uniti l'11 ottobre 2016.

## Trama
Un anno dopo gli eventi de La vendetta dei Sith, Ahsoka si è data alla fuga. Ottiene lavoro come pilota meccanico con il Clan dei Fardi sul pianeta Thabeska. Tuttavia, è costretta a nascondersi dopo essersi esposta mentre cercava di salvare la bambina di quattro anni Hedala Fardi, la figlia più giovane del Clan.
Ahsoka si stabilisce sulla luna agraria di Raada, dove trova lavoro come meccanico e fa amicizia con diversi agricoltori locali, tra cui le sorelle adolescenti Kaeden e Miara Larte. L'Impero Galattico stabilisce successivamente una presenza su Raada e costringe gli agricoltori a piantare nuove colture, che distruggono i terreni della luna. Ahsoka diventa il leader di un movimento di resistenza, ma la rivolta pianificata va male e la ragazza espone i suoi poteri della Forza durante uno scontro con le forze imperiali. In risposta, l'Impero invia un Inquisitore a caccia di Jedi, noto come il Sesto Fratello, con il compito di catturare Ahsoka.
Avendo attirato l'attenzione dell'Impero, Ahsoka è costretta a lasciare Raada. Il padre adottivo della principessa Leila, il Senatore Bail Organa, si interessa ai rapporti imperiali sulla giovane Togruta e decide di trovarla. Ritornata dai Fardi, Ahsoka riprende a lavorare come pilota e meccanico. Viene a sapere che un'"ombra" (che si rivela essere il Sesto Fratello) ha perseguitato Hedala, poiché sensibile alla Forza. Con l'Impero che stringe la presa su Thabeska, il patriarca Fardi consiglia ad Ahsoka di andarsene. Mentre fugge da un gangster del Sole Nero, la nave di Ahsoka viene presa da due piloti al servizio del Senatore Organa.
Scambiando i piloti per una minaccia, Ahsoka li stordisce. In seguito incontra R2-D2 e lo convince a introdurla clandestinamente a bordo della corvetta di Organa. Ahsoka stringe un'alleanza con il senatore in cambio del suo aiuto nella protezione dei bambini sensibili alla Forza dall'Impero. Ritornando a Raada, trova Miara e scopre che il Sesto Fratello ha catturato sua sorella maggiore Kaeden. Dopo uno scontro in cui lei era disarmata, Ahsoka sconfigge e uccide il Sesto Fratello e prende i suoi Cristalli Kyber per forgiare le sue nuove spade gemelle, ora entrambe dalla lama bianca. Dopo aver liberato Kaeden, Ahsoka organizza un'evacuazione della popolazione di Raada: con l'aiuto del senatore Organa, la flotta ribelle riesce a evacuare la popolazione a seguito di uno scontro con le forze imperiali.
Dopo gli eventi di Raada, Ahsoka decide di unirsi alla ribellione del senatore Organa mentre le sorelle Larte e gli altri rifugiati si stabiliscono su Alderaan. Nel frattempo, l'Impero invia il Grande Inquisitore per dare la caccia ad Ahsoka.